# 닌텐도 DS 라이트
닌텐도 DS 라이트(영어: Nintendo DS Lite, 일본어: ニンテンドーDS ライト)는 닌텐도의 휴대용 게임기인, 닌텐도 DS의 상위 모델에 해당하는 휴대용 게임기이다. DS에 비하여 크기와 무게가 줄어든 것에서 그치지 않고, 터치 펜 개량, 화면 밝기 개량 등이 이루어졌다.

## 개요
기본 성능은 DS보다 조금 나아졌고, 높은 휴대성을 위해 보다 소형화되었으며, 디자인도 바뀌었다. 발매될 당시에는 닌텐도 DS의 상위 기종으로서 DS와 병행하여 판매가 되었으며 폭발적인 인기로 인해 DS 라이트를 중심으로 생산 및 보급이 이루어졌다.
일본에서는 2006년 3월 2일에, 오스트레일리아에서는 6월 1일에, 미국에서는 6월 11일에, 유럽에서는 6월 23일에 발매되었으며, 중국에서는 'iQue DS Lite'라는 이름으로 6월 29일에 발매되었다.
대한민국에서는 대원씨아이를 통하여 2006년 7월 20일에 이탈리아어가 들어가 있는 일본판을 발매한 후, 2007년 1월 18일에 그동안 닌텐도 제품의 대한민국 발매를 담당했던 대원씨아이를 대신해 닌텐도의 한국 법인인 한국닌텐도를 통하여 완전한 한글화판을 발매하였다. 대신, 이탈리아어가 한국어로 교체되면서 사라졌다.

## 사양 및 변경된 점
닌텐도 DS에서 변경된 사양만을 다음에 소개함. 그 외의 내용은 DS와 같음.
화면
백라이트가 장착된 3인치 투명 TFT LCD 2장
종래의 반투명 반사형 칼라 TFT 액정에서 투명 TFT LCD로 변경되었다. 밝기 조정은 4단계로 나뉘어 있다. 해상도, 표시색 수, 화면 크기는 DS와 같다.
입력
십자키 + 6버튼(A/B/X/Y/L/R) + START/SELECT 버튼 + 터치 스크린 + 음성입력용 마이크
종류 및 수는 바뀌지 않았지만 배치가 바뀌어 START/SELECT 버튼의 위치가 A/B/X/Y 버튼의 밑쪽에, 마이크와 전원 램프, 충전 램프는 우측 힌지 부분으로 이동하였다. 십자키는 구 DS보다 16% 정도 작아졌다. 전원 버튼은 누르는 버튼에서 밀어올리는 버튼으로 바뀌었다. DS에선 A,B,X,Y,십자키 버튼이 모두 일반적인 누르는 버튼이었던 반면, DS Lite에서는 러버돔으로 접점을 누르는 방법의 스위치로 변경되었다.
CPU
CPU 내부 연산 구조에 약간의 최적화가 이루어져 전력 소모량이 줄어들었다.
전원
내장 리튬 이온 전지(3.7V/1000mAh), 부속 AC 어댑터 (게임보이 어드밴스 SP 및 DS의 AC어댑터는 사용 불가), 대기모드 기능(DS용 소프트웨어를 사용할 때만)
DS의 850mAh보다 전지 용량 150mAh가량 증가해 사용시간은 늘어났다. 용량이 늘어났지만 완전충전까지 걸리는 시간은 오히려 DS보다 단축되었다.
무게
약 218g이다. DS보다 약 57g이 가벼워졌다.
외형
DS는 모서리가 둥글고 윗면이 아랫면보다 작았던 반면, DS Lite에서는 좀더 각진 모양으로 변화하였으며, 윗면과 아랫면의 사이즈가 같다.
내부 구조
DS에선 힌지가 양쪽에 달려 있었지만, DS Lite는 오른쪽에만 달려 있고 왼쪽은 링으로 바뀌어 돌아 가기만 한다.

#### 터치펜
DS와 비교하여 1cm 길어졌으며, 직경은 1mm 두꺼워졌다. 본체 쪽의 꽂는 구멍은 DS의 위치인 뒷면에서 오른쪽 옆면으로 변경되었다. 이후 DSi까지 오른쪽 옆면에 존재하다가 3DS부터 다시 뒷면으로 변경되었다. 서로 크기가 달라 호환되지 않는다.
GBA 카트리지 슬롯
DS보다 슬롯 부분이 얇아져 보통의 GBA 소프트웨어를 삽입하면 1cm 정도 튀어나온다. 전용 커버가 있어 먼지 등을 막을 때 사용할 수 있다.
스피커
음질이 향상되었다. 전원을 끄고 킬 때 생기는 튀는 소리가 줄어들었다.
부속품
DS는 스트랩에 포인터가 붙어있었으나, DS 라이트의 스트랩은 보통 형태이다.

## 색상
- 크리스탈 화이트: 2006년 3월 2일 일본 발매. '폴라 화이트'(Polar white, 호주, 북미 발매), 한국 발매
- 아이스 블루: 2006년 3월 11일 일본발매, 한국 발매, 2007년 7월 19일 호주 발매
- 에나멜 네이비: 2006년 3월 11일 일본 발매.(발매 넉 달 만에 생산중지)
- 노블 핑크: 2006년 7월 20일 일본 발매. '코럴 핑크'(북미(2006년 8월 24일), 호주(2006년 10월 16일, Pink Nintendo DS Lite로 이름 변경), 유럽(2006년 10월 27일) 발매), 한국 발매
- 제트 블랙: 2006년 9월 2일 일본 발매, '오닉스'(Onyx, 북미 발매, 2006년 8월 24일), 호주(2006년 9월 21일), 한국 발매
  - 스마트 블랙(슬리드 블랙) : 유럽에서 초기에 발매, 한국 발매(2009년 9월 24일)
- 메탈릭 로제: 2007년 6월 23일 일본 발매, 한국 발매
- 그로스 실버: 2007년 6월 23일 일본 발매, 한국 발매
- 빨강: 2008년 6월 13일 유럽
- 라임 그린: 2008년 6월 13일 유럽
- 터키옥색(Turquoise: 푸른 옥색): 2008년 6월 13일 유럽
- 크림슨 블랙: 2007년 10월 4일 일본 발매, 2009년 9월 24일 한국 발매
- 코발트 블랙: 2009년 9월 24일 한국 발매
- 크림슨 블랙과 코발트 블랙은 블루/레드+블랙의 투톤 컬러가 특징이다.
- 블루 2011년 11월 4일 한국 발매

그 외에, 특정 게임과 함께 발매된 한정판 색상들이 존재함.
- 파이널 판타지 III
- 포켓몬 다이스키 클럽 한정판
- 포켓몬스터 다이아몬드 & 펄
- 점프 얼티미트 스타 한정판

이외에 기타 등등의 한정판 색상이 존재한다.

## 주변기기

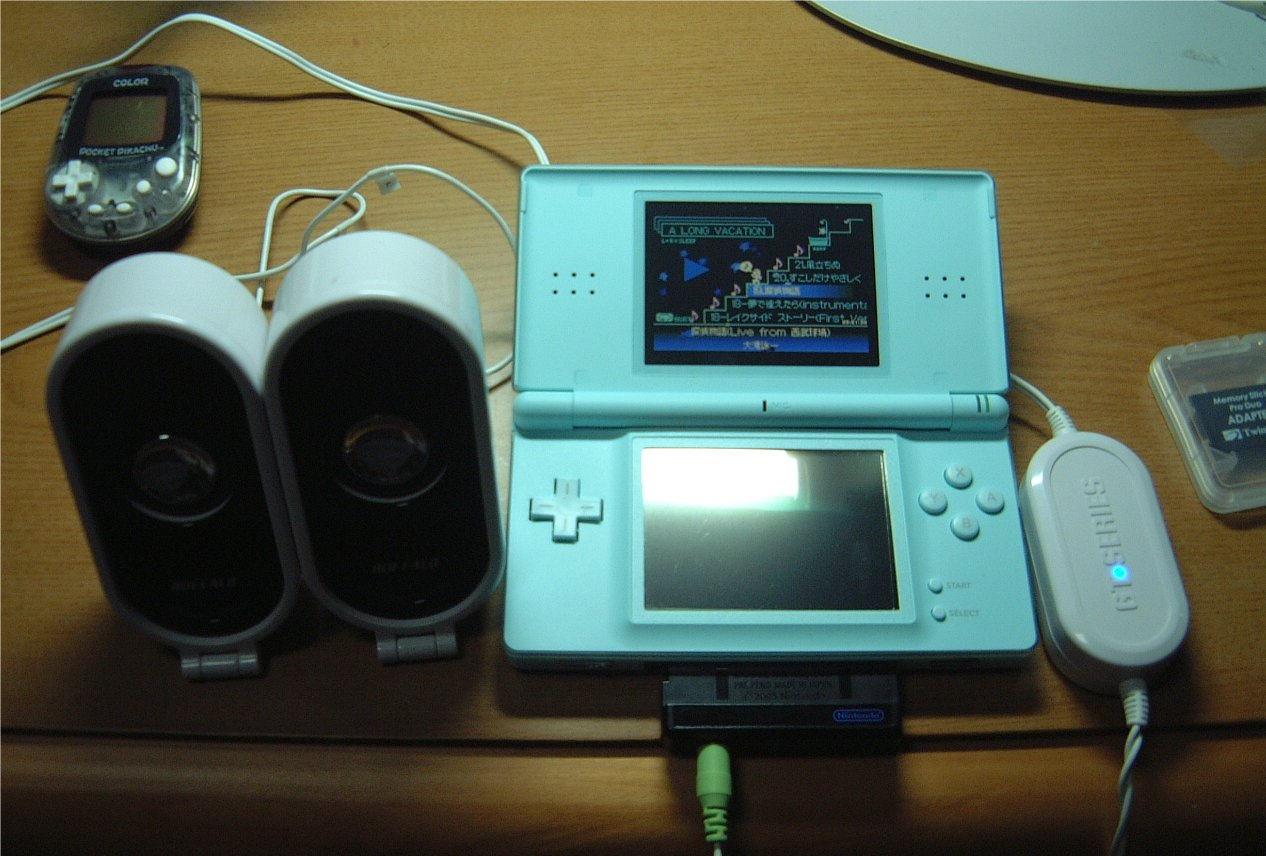
DS 및 게임보이 어드밴스 SP 주변기기 플레이얀을 DS Lite에 연결한 상태. GBA 카트리지 부분이 약 1cm 정도 튀어나옴

DS 라이트 전용으로 닌텐도에서 정식발매된 주변기기는 다음과 같다. 구 DS의 주변 기기는 일부만이 사용가능함.
| 모델번호 | 이름                                | 비고                                                                                |
| -------- | ----------------------------------- | ----------------------------------------------------------------------------------- |
| USG-002  | 닌텐도 DS Lite 전용 AC어댑터        | 닌텐도 DS Lite 전용. 닌텐도 DS 및 게임보이 어드밴스(초대, SP)에서는 사용할 수 없음. |
| USG-003  | 닌텐도 DS Lite 전용 배터리 팩       | 닌텐도 DS Lite 전용 배터리 팩.                                                      |
| USG-004  | 닌텐도 DS Lite 전용 터치 펜         | 닌텐도 DS용 보다 길어짐.                                                            |
| USG-005  | 닌텐도 DS Lite 전용 GBA 커넥터 커버 | 비어있는 GBA 카트리지 삽입구용 커버.                                                |
| USG-006  | DS Lite 진동 카트리지               | DS Lite의 GBA 슬롯에 딱 맞음. 닌텐도 DS에서는 사용 불가.                            |
| USG-007  | DS Lite 메모리 확장 카트리지        | DS Lite 전용 닌텐도 DS 브라우저에 부속. 닌텐도 DS에서는 사용 불가                   |

이 외에 서드파티에서 많은 수의 주변기기를 발매하고 있다. 또한 닌텐도에서도 포켓몬스터 하트 골드·소울 실버에 포켓워커를 동봉하여 판매하였다.

## 발매일
- 일본 - 2006년 3월 2일
- 오스트레일리아 - 2006년 6월 1일
- 미국 - 2006년 6월 11일
- 캐나다 - 2006년 6월 11일
- 유럽 - 2006년 6월 23일, 한정판 색상 '슬리드 블랙'이 있음.
- 싱가포르 - 2006년 6월 25일
- 중국 - 2006년 6월 29일, 사용언어 : 중국어, 영어, 프랑스어, 독일어, 스페인어, 이탈리아어.
- 대한민국 - 2007년 1월 18일, 사용언어: 한국어, 영어, 일본어, 프랑스어, 독일어, 스페인어.

## 같이 보기
- 닌텐도 DS 게임 목록
- 닌텐도 DS
- 닌텐도 DSi
- 닌텐도 3DS
- 닌텐도 2DS
- 뉴 닌텐도 3DS
- 뉴 닌텐도 2DS XL